# Consulat général d'Autriche à Strasbourg
Le Consulat général d'Autriche à Strasbourg est une représentation consulaire de la République d'Autriche en France. Il est situé avenue de la Paix, à Strasbourg, en Alsace. Le Consulat général partage ses locaux avec la Représentation permanente de l'Autriche auprès du Conseil de l'Europe.

## Fonction
Le Consulat général, au 29, Avenue de la Paix - Simone Veil - à Strasbourg, dépend de l'Ambassade d'Autriche à Paris et est l'autorité de représentation consulaire de la République d'Autriche pour la circonscription administrative des départements français du Haut-Rhin, Bas-Rhin, Moselle, Jura, Meurthe-et-Moselle, Meuse, Vosges, Haute-Saône, Doubs et Territoire de Belfort.
Le Consulat général fait également partie d'EUNIC Strasbourg.
Le Consul général Andreas Lins est également chef adjoint de la Représentation permanente de l'Autriche auprès du Conseil de l'Europe et donc adjoint de l'Ambassadrice Aloisia Wörgetter.

## Bâtiment et localisation
Le bâtiment a été achevé en 1893. Les architectes étaient Jules Berninger et Albert Brion. Le bâtiment se trouve en face de la synagogue de la Paix. Il se trouve à 500 mètres au nord de la place de la République.